# Chrysler Viper GTS-R

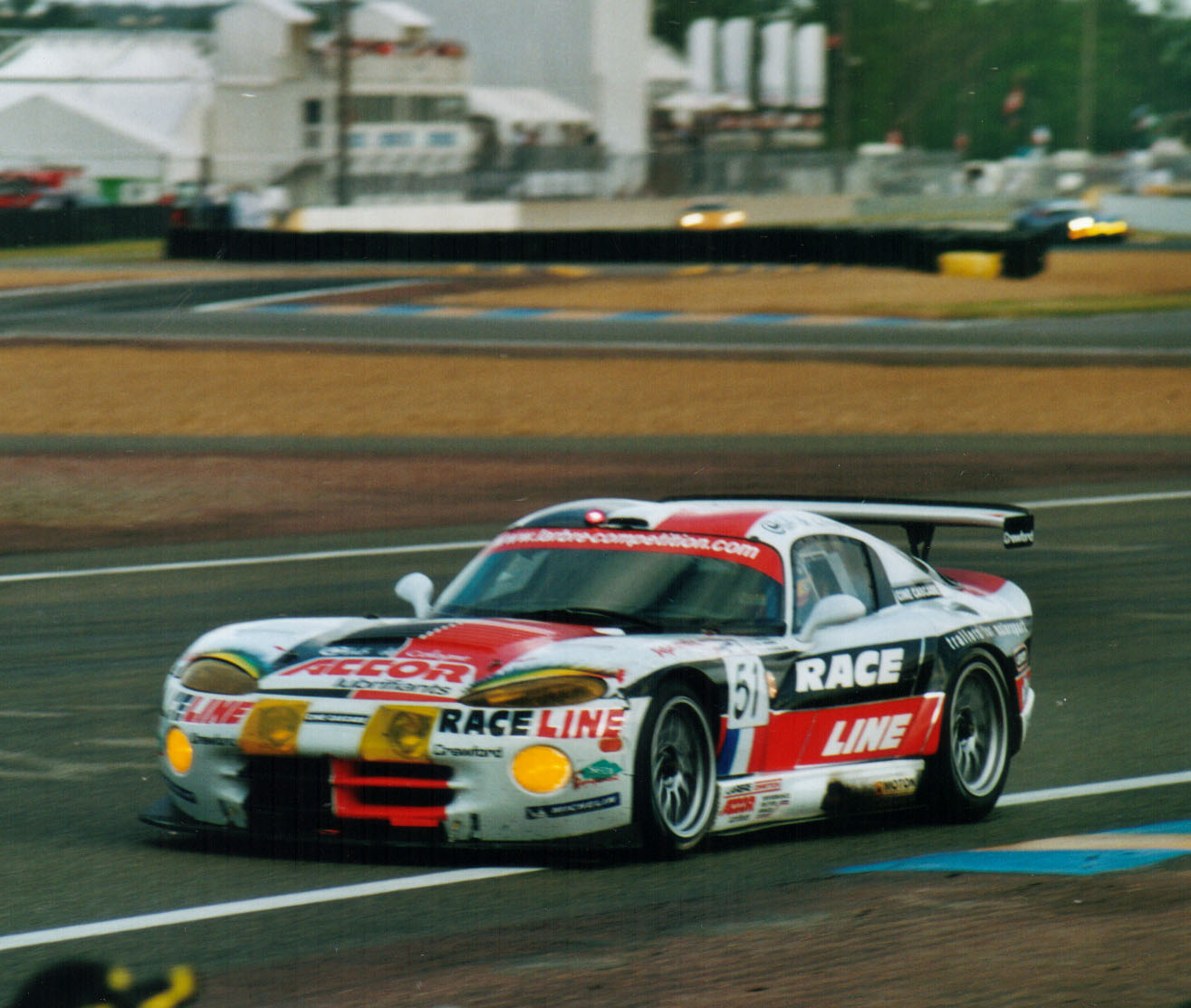
Eine Chrysler Viper GTS-R von Larbre Compétition bei den 24 Stunden von Le Mans 2002

Die Chrysler Viper GTS-R, seltener auch als Dodge Viper GTS-R (Grand Tourismo Sport Racing) bezeichnet, war eine erfolgreiche Motorsport-Variante der Dodge Viper. Sie wurde in Zusammenarbeit von Chrysler aus den Vereinigten Staaten, ORECA aus Frankreich und Reynard Motorsport aus dem Vereinigten Königreich entwickelt. Das Fahrzeug wurde beim Pebble Beach Concours d’Elegance 1995 erstmals vorgestellt und gewann in seiner Geschichte mehrere berühmte Rennen und Meisterschaften. Einige Chassis werden auch heute noch im Motorsport eingesetzt.

## Entwicklung

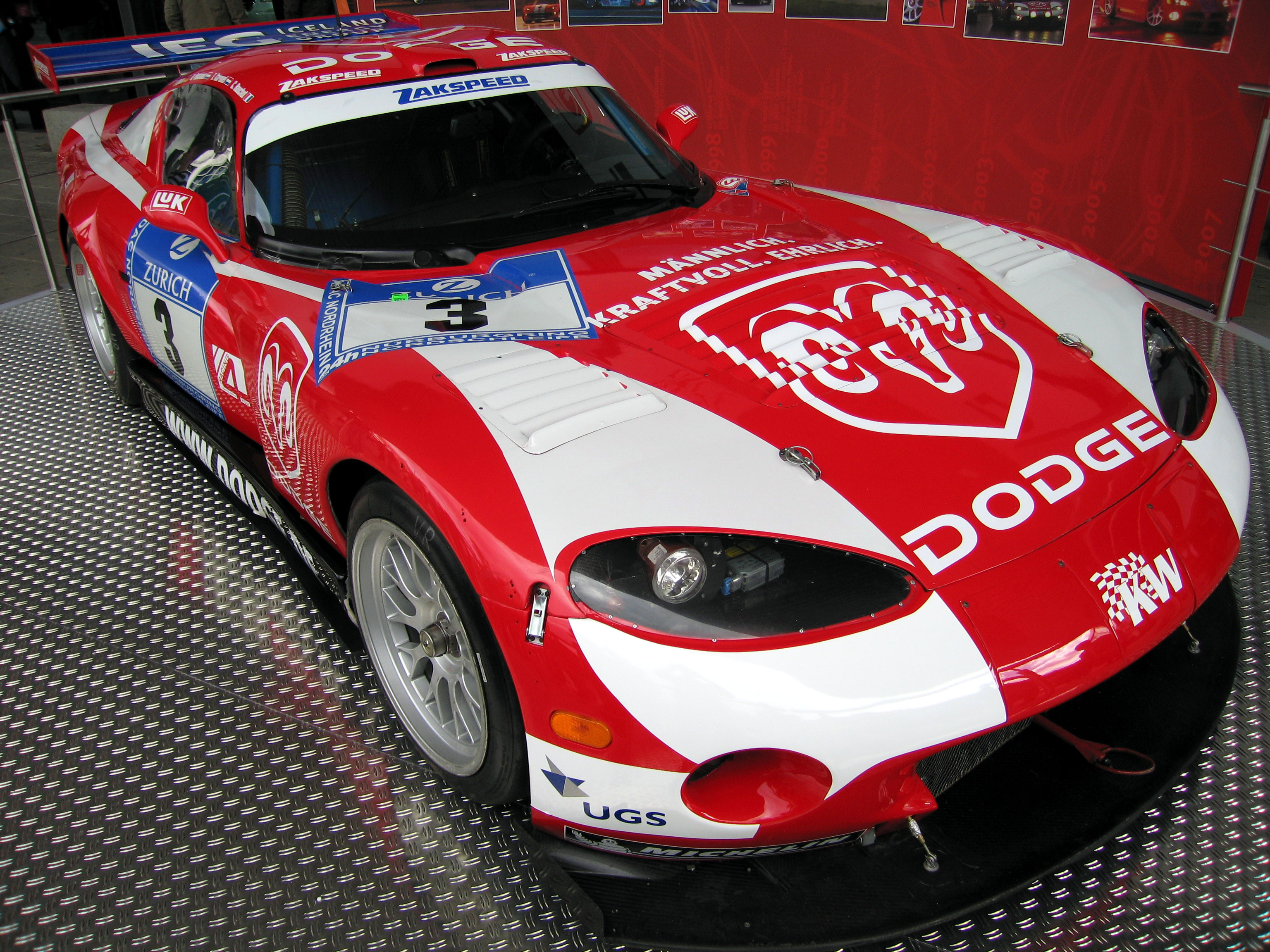
Die Dodge Viper GTS-R von Zakspeed, wie sie beim 24-Stunden-Rennen auf dem Nürburgring 2007 teilnahm

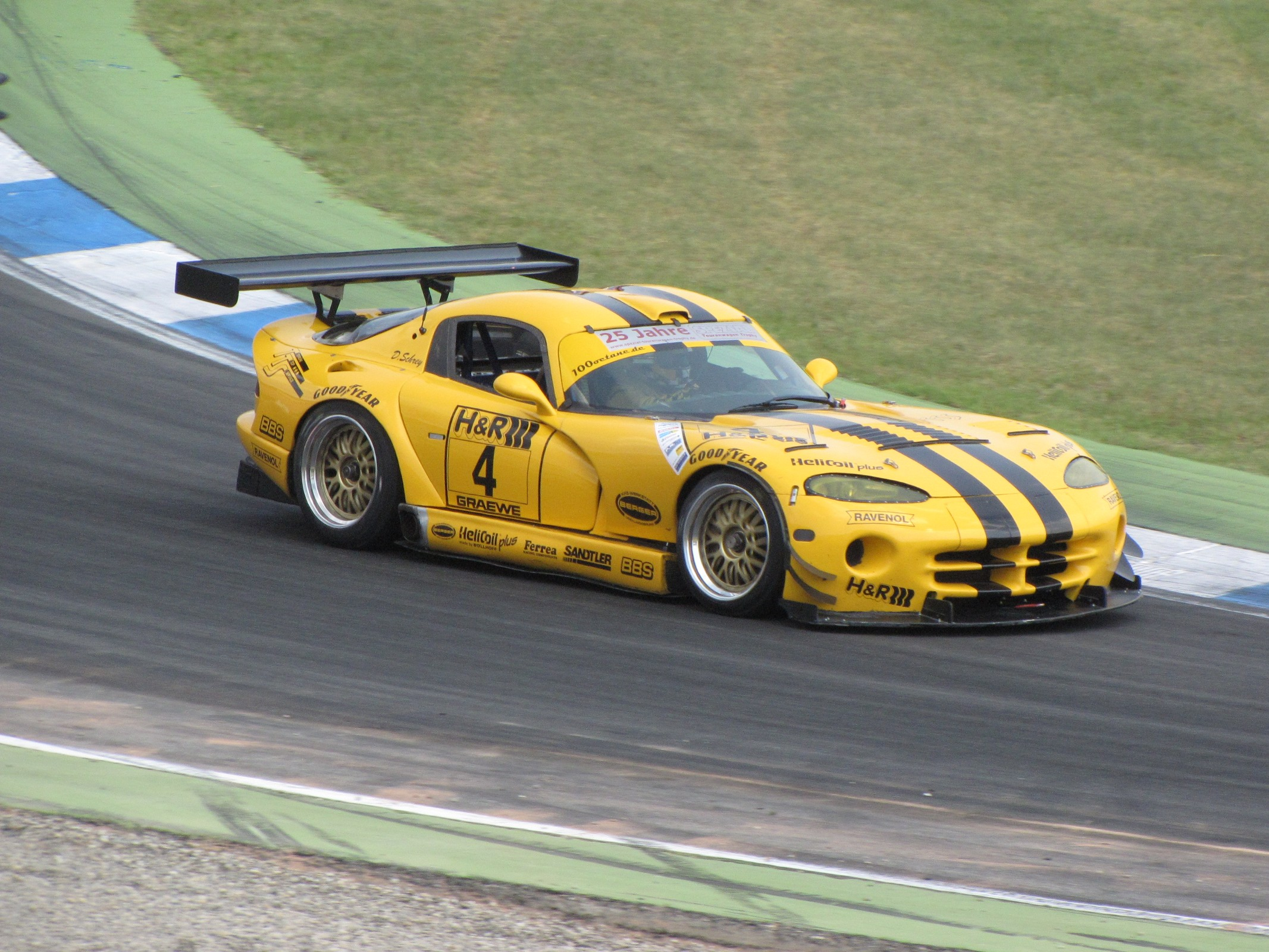
Daniel Schrey 2010 in einer Viper GTS-R

In den frühen 1990er-Jahren wurde die Dodge Viper RT/10 von mehreren Motorsportteams modifiziert und ohne viel Erfolg bei Sportwagenrennen in Nordamerika und Europa eingesetzt. Obwohl der V10-Motor kraftvoll war, war das Fahrzeug nicht für den Motorsport geeignet und den Teams fehlten die finanziellen Mittel, ein Fahrzeug zu bauen, welches gegen Werksfahrzeuge konkurrieren konnte. Ein größeres Problem war die Tatsache, dass die Viper als Roadster nicht die Verwindungssteifigkeit eines Coupés hatte. Aufgrund der Verkaufserfolge der ersten Generation der Viper begann Dodge das Fahrzeug 1995 zu modernisieren. Neben Verbesserungen des Roadsters wurde das Modellprogramm um ein Coupé, bekannt als Viper GTS, ergänzt.
Obwohl sich die erste Generation der Viper gut verkaufte, wollte Dodge das Potenzial des neuen Fahrzeugs – vor allem im Bereich des Handlings – aufzeigen. Zur selben Zeit erhoffte sich Dodge, den Verkauf in Europa zu steigern, da sich der Import der Viper dort als schwierig erwies. Dodges Mutterkonzern Chrysler bestätigte daher die Entwicklung eines Rennprogramms für die Viper GTS, welche sich zu dieser Zeit immer noch in Entwicklung befand. Dieses weitere Projekt erlaubte die Verwendung von Teilen des Rennwagens für den Straßenwagen und umgekehrt, wovon beide Versionen profitierten.
Chrysler glaubte, externe Hilfe erhalten zu müssen, um das Fahrzeug nicht nur für nordamerikanische, sondern auch für europäische Rennstrecken anzupassen. Eine Einigung fand man mit dem französischen Motorsportteam und Konstrukteur ORECA, welches schon viele Jahre Erfahrung in Sportwagenrennen hatte und mit dessen Unterstützung 1991 der Mazda 787B das 24-Stunden-Rennen von Le Mans gewinnen konnte. ORECA konstruierte und unterhielt die Rennwagen und betrieb Chryslers Werksteam in Europa. Für Nordamerika wählte Chrysler das Team Canaska/Southwind für die Werkseinsätze aus.
Während ORECA die Fahrzeuge entwickelte, wurde das Chassis und einige weitere Teile vom britischen Konstrukteur Reynard Motorsport hergestellt, bevor sie zum Aufbau zu ORECA geliefert wurden. Der Motor der Viper war ideal für den Renneinsatz geeignet, da er mit einem Hubraum von 7986 cm³ knapp unterhalb der Begrenzung auf 8000 cm³ lag. Der V10-Motor erhielt geringfügige Modifikationen, wobei die Einspritzanlage für mehr Leistung verbessert wurde und Verstärkungen für mehr Haltbarkeit vorgenommen wurden.
Ein großer Teil der Karosserie der Viper GTS wurde bei der Rennversion beibehalten. Zur Verbesserung der Aerodynamik wurden einige wichtige Elemente wie ein Heckflügel, ein Heckdiffusor und ein Frontflügel angebaut. Frühe Exemplare hatten verdeckte Nebelscheinwerfer, bevor sie für bessere Sicht bei Nacht wieder eingebaut wurden. Für eine bessere Beleuchtung konnten optional über dem Kühlergrill zusätzliche Scheinwerfer in eckigen Einbuchtungen angebracht werden. Der Auspuff wurde vor den Hinterrädern seitwärts aus dem Fahrzeug geführt. Diese Eigenschaft hatte bereits die erste Generation der Viper, wurde aber bei der Viper GTS nicht mehr verwendet. Öffnungen in der Motorhaube wurden für eine bessere Kühlung des Motors eingefügt, während weitere Einlassöffnungen auf dem Dach und an den Heckkotflügeln platziert wurden.
Nach der Produktion von fünf Prototypen zu Testzwecken von ORECA und Canaska/Southwind wurden 52 weitere Fahrzeuge gebaut. Insgesamt 57 Viper GTS-R wurden produziert. Obwohl einige Fahrzeuge von den Werksteams verwendet wurden, wurden die meisten direkt an Kundenteams verkauft. Seit Produktionsende 2005 konzentriert sich ORECA auf die Unterstützung und den Unterhalt der bestehenden Flotte an Viper GTS-R.

### Namensgebung
Obwohl die Straßenwagen die Bezeichnung Dodge Viper tragen, wurde die Viper in Europa nicht unter der Marke Dodge verkauft. Da die GTS-R genannten Rennwagen in Europa hergestellt wurden, sind sie als Chrysler Viper GTS-R bekannt. Trotzdem wurden die in Nordamerika eingesetzten Fahrzeuge größtenteils als Dodge Viper GTS-R bezeichnet. Der Namensunterschied hängt ausschließlich von der Region ab. Die Fahrzeuge selbst trugen kein Markenlogo, an der Seite der Motorhaube steht lediglich der Schriftzug Viper GTS-R.
Beim 24-Stunden-Rennen von Daytona 2000 setzte ORECA seine Fahrzeuge als Dodge Viper GTS-R/T ein. Allerdings geschah dies nur aus Marketinggründen für Dodges R/T-Modelllinie. Diese Fahrzeuge unterschieden sich nicht von den übrigen Viper GTS-R.

### Homologation
Um die Voraussetzungen für mehrere Rennserien, in der die Viper GTS-R eingesetzt werden sollte, zu erfüllen, musste eine bestimmte Anzahl an Straßenfahrzeugen mit Ähnlichkeit zur Viper GTS-R öffentlich verkauft werden. Obwohl die Viper GTS-R bereits große Ähnlichkeiten mit der Viper GTS aufwies, wurde eine noch ähnlichere Version benötigt, um die Voraussetzungen für die Homologation zu erfüllen.
Diese Viper GT2 genannte Version, da die Viper GTS-R in der europäischen Gruppe GT2 eingesetzt werden sollte, erhielt den Heckflügel und den Frontsplitter der Viper GTS-R sowie deren Bremsklötze und ein tieferes Armaturenbrett. Nachbildungen der BBS-Rennfelgen wurden ebenfalls verwendet. Die Motorleistung wurde auf 460 PS (340 kW) gesteigert. Alle 100 Fahrzeuge hatten in Anlehnung an das Lackierungsschema, das von ORECA verwendet wurde, dasselbe Schema mit zwei blauen Streifen.

## Renngeschichte
Als die Viper GTS-R 1996 im Motorsport debütierte, setzte ORECA sie in der europäisch-asiatischen BPR Global GT Series und beim 24-Stunden-Rennen von Le Mans ein. Canaska/Southwind startete hingegen auch in der nordamerikanischen IMSA-GT-Meisterschaft. Seinen ersten Renneinsatz hatte das Fahrzeug beim 24-Stunden-Rennen von Daytona im Team Canaska/Southwind, welches das Rennen auf dem 29. Platz beendete. Beim 12-Stunden-Rennen von Sebring konnte sich das Team verbessern, indem es am Ende des Rennens auf Platz zwölf lag. Im Team ORECA debütierte die Viper GTS-R beim ersten Lauf der BPR Global GT Series im April, bei welchem das Fahrzeug allerdings ausfiel.
Beide Teams traten mit jeweils zwei Fahrzeugen beim 24-Stunden-Rennen von Le Mans an, von denen drei der vier eingesetzten Fahrzeuge das Ziel erreichen konnten. Canaska/Southwind erzielte mit Platz zehn die das beste Ergebnis der Viper GTS-R. Anschließend kehrten die beiden Teams zu ihren Rennserien zurück. Canaska/Southwind schloss die Saison in Mosport, wo es das Rennen auf dem sechsten Platz beendete und Zweiter in seiner Klasse wurde, ab. ORECA trat als Nächstes bei den 1000 Kilometern von Suzuka an und wurde Sechster, bevor gegen Saisonende ein achter Platz in Brands Hatch, ein neunter Platz in Spa und ein sechster Platz in Nogaro folgten.
1997 trat Canaska/Southwind nicht mehr mit der Viper GTS-R an. ORECA war daher das einzige Team, das mit einer Viper an der IMSA-GT-Meisterschaft teilnahm. Das einzige beim 24-Stunden-Rennen von Daytona eingesetzte Fahrzeug erreichte das Ziel auf dem zwölften Platz. Nach Daytona kehrte ORECA nach Europa zurück, um sich auf die neue FIA-GT-Meisterschaft, welche die Global GT Series ersetzte, zu konzentrieren. Dort trat das Team aufgrund der starken Konkurrenz durch die Porsche 911 GT1 und Mercedes-Benz CLK GTR in der schwächeren Klasse GT2 an. Gleichzeitig trat nun auch das Kundenteam Chamberlain auf einer Viper GTS-R in der FIA-GT-Meisterschaft an. ORECA begann die Saison mit einem Doppelsieg vor den von Roock Racing eingesetzten Porsche 911 GT2. In den weiteren zehn Rennen der Saison folgten sechs weitere Klassensiege und ORECA gewann die GT2-Meisterschaft. Das Team trat auch wieder mit drei Fahrzeugen beim 24-Stunden-Rennen von Le Mans an. Die beste Platzierung war ein 14. Gesamtrang und Platz fünf in seiner Klasse. Das Kundenteam Taisan bestritt mit einer Viper GTS-R zwei Läufe der japanischen GT-Meisterschaft und erzielte mit Platz acht sein bestes Saisonergebnis.
ORECA festigte seine Dominanz in der FIA-GT-Meisterschaft 1998, als das Team neun der zehn Rennen für sich entschied. Außerdem erreichte es beim 24-Stunden-Rennen von Le Mans seinen ersten Klassensieg und beendete das Rennen auf dem elften Platz in der Gesamtwertung. Chamberlain Engineering trat weiterhin in der FIA-GT-Meisterschaft an und konnte einige Meisterschaftspunkte einfahren. Auch beim 24-Stunden-Rennen von Daytona war das Team am Start und beendete das Rennen auf Platz 14. Inzwischen hatte Oftedahl Motorsport eine Viper GTS-R gekauft und erzielte damit sechs Klassensiege in der britischen GT-Meisterschaft. In Silverstone gelang dem Team auch der Gesamtsieg.
1999 baute ORECA sein Engagement aus und war nun in zwei Rennserien tätig: jeweils zwei Fahrzeuge wurden in der American Le Mans Series und weiterhin auch in der FIA-GT-Meisterschaft eingesetzt. Die Viper GTS-R war in jedem der zehn FIA-GT-Rennen siegreich, davon gingen neun Siege an ORECA und einer an das Team von Paul Belmondo. Während ORECA seinen Meistertitel verteidigte, verbesserte sich Chamberlain auf Platz zwei. Zudem nahm mit GLPK Carsport ein viertes Viper-Team an der Meisterschaft teil. In der American Le Mans Series konnte ORECA ebenfalls die Meisterschaft der GTS-Klasse für sich entscheiden und gewann dabei sechs Meisterschaftsläufe. ORECA erzielte außerdem seinen zweiten Klassensieg beim 24-Stunden-Rennen von Le Mans. Auch die folgenden fünf Plätze wurden von Vipern belegt. In der französischen GT-Meisterschaft traten Paul Belmondos Viper an, welche zwei Rennen gewannen. Zakspeed erreichte den Gesamtsieg beim 24-Stunden-Rennen auf dem Nürburgring.
Für die Saison 2000 entschied sich ORECA dazu, sich auf Nordamerika zu konzentrieren und die FIA-GT-Meisterschaft den Privatteams zu überlassen. Das Team begann die Saison mit einem großen Erfolg, als es das 24-Stunden-Rennen von Daytona mit einem knappen Vorsprung vor dem neuen werksseitig eingesetzten Chevrolet Corvette C5-R gewann. ORECA siegte in zehn Rennen der American Le Mans Series, entschied die Meisterschaft für sich und wurde lediglich gegen Saisonende in zwei Meisterschaftsläufen vom Corvette-Werksteam geschlagen. Auch beim 24-Stunden-Rennen von Le Mans verteidigte das Team den zweiten Klassensieg in Folge. In der FIA-GT-Meisterschaft gewannen das Team von Paul Belmondo und das neue Team Carsport Holland insgesamt vier Rennen, wurden aber von Julian Bailey und Jamie Campbell-Walter im Lister Storm GT, die fünf Meisterschaftsläufe gewannen, übertroffen. Daher belegten die beiden Viper-Teams in der Meisterschaft die Plätze zwei und drei hinter dem Lister-Storm-Werksteam. In der französischen GT-Meisterschaft fuhren die Teams DDO, ART und MMI insgesamt acht Siege auf der Viper GTS-R ein.
Chryslers Werksunterstützung für die Viper GTS-R endete zur Saison 2001, da Chrysler und ORECA im vorherigen Jahr die Entwicklung eines Le-Mans-Prototyps, des Chrysler LMP, begonnen hatten. ORECA setzte daher keine weiteren Viper unter eigener Nennung ein. So verblieb lediglich American Viperacing in der American Le Mans Series auf einer Viper GTS-R. Das Team beendete die Meisterschaft auf Platz drei, erzielte aber keine Rennsiege. In der FIA-GT-Meisterschaft nahmen im Laufe der Saison hingegen acht verschiedene Viper-Teams teil. Larbre Compétition gewann drei Rennen, darunter auch das 24-Stunden-Rennen von Spa-Francorchamps, und entschied die Meisterschaft für sich. Carsport Holland, dem Vizemeister, gelangen zwei Rennsiege. Hayles Racing gewann die britische GT-Meisterschaft mit zwei Punkten Vorsprung vor dem Lister-Storm-Werksteam, während das Team DDO fünf Rennen in der französischen GT-Meisterschaft gewann und Zakspeed erneut den Sieg beim 24-Stunden-Rennen auf dem Nürburgring erlangte. Beim 24-Stunden-Rennen von Le Mans konnten die Viper GTS-R ihre Erfolge der Vergangenheit nicht wiederholen, da dieses Mal das Corvette-Werksteam in der Klasse siegte und nur eine Viper das Ziel erreichte.
Larbre konnte 2002 seinen Titel in der FIA-GT-Meisterschaft verteidigen, gewann aber lediglich das 24-Stunden-Rennen von Spa-Francorchamps. Carsport Holland und Paul Belmondo siegten ebenfalls jeweils in einem Rennen, während der neue Ferrari 550 GTS Maranello der BMS Scuderia Italia mit vier Rennsiegen sein Potenzial zeigte. Die einzigen weiteren Rennsiege auf einer Viper GTS-R erzielte DDO in der französischen GT-Meisterschaft mit vier Erfolgen und Zakspeed bei seinem inzwischen dritten Sieg beim 24-Stunden-Rennen auf dem Nürburgring. Eine von ORECA unterstützte Viper erreichte beim 24-Stunden-Rennen von Le Mans den dritten Platz in ihrer Klasse hinter den beiden Werks-Corvetten.
2003 begann die Dominanz des von Prodrive entwickelten Ferrari 550. Die Viper GTS-R waren nicht in der Lage, Rennen in der FIA-GT-Meisterschaft zu gewinnen. Larbre als bestes Viper-Team beendete die Meisterschaft auf dem siebten Platz. In der französischen GT-Meisterschaft gewann Larbre hingegen sieben Rennen und Force One Racing zwei weitere. Das Team Taisan schaffte in der japanischen GT-Meisterschaft seinen ersten Klassensieg bei einem Rennen auf dem Fuji Speedway. Zum ersten Mal waren auch in der italienischen GT-Meisterschaft Viper am Start, welche während der Saison fünf der acht Meisterschaftsläufe gewannen. Zur selben Zeit nahmen nun zum letzten Mal Viper beim 24-Stunden-Rennen von Le Mans teil, welches Larbre auf Platz vier der GTS-Klasse beendete.
2004 begann die Zeit der Viper GTS-R abzulaufen. Nur Zwaan’s Racing bestritt eine volle Saison in der FIA-GT-Meisterschaft und wurde am Jahresende Neunter der Teamwertung. Die verbliebenen Viper dominierten jedoch mit elf Siegen weiterhin die französische GT-Meisterschaft. Auch in der italienischen GT-Meisterschaft siegte der Wagen in fünf Rennen. 2005 nahm in der FIA-GT-Meisterschaft nur noch beim 24-Stunden-Rennen von Spa-Francorchamps eine einzelne Viper teil, welche das Ziel auf Platz zwölf erreichte. Auch in der italienischen GT-Meisterschaft verblieben lediglich drei Viper-Teams, welche kein Rennen gewannen. Die französische GT-Meisterschaft war die einzige Rennserie, in der die Viper noch konkurrenzfähig waren. Neun Saisonrennen wurden von Viper-Teams entschieden, darunter auch ein Rennen vom ehemaligen Formel-1-Weltmeister Alain Prost.
2006 nahmen die Viper GTS-R weiterhin an der französischen und italienischen GT-Meisterschaft teil, obwohl die Anzahl an Siegen weiterhin abnahm. 2007 lief die Homologation der Viper GTS-R aus, da das Produktionsende der Viper GTS nun sieben Jahre zurücklag. Wenige Privatfahrer nahmen noch auf der Viper GTS-R an der französischen und italienischen GT-Meisterschaft teil, während Red Racing eine Viper bei einzelnen Läufen der FIA-GT-Meisterschaft einsetzte, jedoch nie ein Rennen beenden konnte. 2008 nahm das italienische Team Lanza Motorsport mit einer Viper beim Lauf der FIA-GT-Meisterschaft in Italien teil, erreichte das Ziel aber nicht.
Im Jahr 2007 wurde erstmals eine Viper GTS-R im Rahmen der neuen GT90s-Serie bei einem historischen Rennen in Magny-Cours eingesetzt. Bei dem eingesetzten Fahrzeug handelte es sich um die Viper GTS-R, mit der Karl Wendlinger und Olivier Beretta 1999 die FIA-GT-Meisterschaft gewannen. Dasselbe Fahrzeug wurde 2008 beim Goodwood Festival of Speed eingesetzt. Neben historischen Rennserien werden die Fahrzeuge teilweise noch im Breitensport, beispielsweise in der Spezial Tourenwagen Trophy und bei Bergrennen, eingesetzt.

## Erfolge
Seit ihrem Renndebüt 1996 hat die Viper GTS-R sowohl viele Siege und Klassensiege erreicht als auch viele Meisterschaften gewonnen.

### Rennsiege

#### Gesamtsiege
- 24-Stunden-Rennen auf dem Nürburgring – 1999, 2001 und 2002
- 24-Stunden-Rennen von Daytona – 2000
- 24-Stunden-Rennen von Spa-Francorchamps – 2001 und 2002

#### Klassensiege
- 24-Stunden-Rennen von Le Mans – 1998, 1999 und 2000
- 12-Stunden-Rennen von Sebring – 2000
- Petit Le Mans – 1999
- 1000 Kilometer von Fuji – 2001
- Mil Milhas Brasil – 2004

### Meisterschaften
- FIA-GT-Meisterschaft – 1997, 1998, 1999, 2001 und 2002
- American Le Mans Series – 1999 und 2000
- Französische GT-Meisterschaft – 2001, 2003, 2004 und 2005
- Belgische GT-Meisterschaft – 2002, 2003, 2004 und 2009
- Italienische GT-Meisterschaft – 2003 und 2004
- Deutscher Langstreckenpokal Nürburgring – 1999

## Nachfolger
Nachdem Chrysler seine Werksunterstützung nach der Saison 2000 zurückzog, und nachdem 2003 das neue Modell der Viper erschien, wurden die Viper GTS-R allmählich zurückgezogen. Trotzdem glaubte Dodge, die neue Viper sei geeignet genug für den Motorsport, sodass Dodge ein Rennprogramm für das neue Fahrzeug unterstützte. Im Gegensatz zur Viper GTS-R gibt es keine Werksteams für das neue Modell. Diese neuen Fahrzeuge, bekannt als Dodge Viper Competition Coupes werden direkt an Kunden, welche ein fertig aufgebautes Rennfahrzeug wollen, verkauft. Die Fahrzeuge entsprechen der Gruppe GT3 und sind weit weniger hochentwickelt und langsamer als die Viper GTS-R, welche dem Reglement der heutigen Gruppe GT1, entsprachen. Das Rennprogramm des Viper Competition Coupe wird erneut von ORECA, wo die Fahrzeuge für Dodge aufgebaut werden, geleitet.